# Кахузи-Биега (национальный парк)
Кахузи-Биега (Кахузи-Бьега; фр. Parc national de Kahuzi-Biega) — национальный парк на востоке Демократической республики Конго, расположенный в девственных тропических лесах у подножия двух потухших вулканов Кахузи (3380 м) и Биега (2790 м), от которых и получил своё имя.

## Описание
Национальный парк, занимающий площадь 6000 км², был создан в 1970 году. Включение в список Всемирного наследия ЮНЕСКО состоялось в 1980 году.
Национальный парк является одним из последних пристанищ для редкого вида приматов — восточной равнинной гориллы. На высотах 2100—2400 метров здесь проживает популяция численностью лишь около 250 горилл. Но и эта цифра уже сокращается из-за враждебного влияния человеческого присутствия. Военные конфликты на территории страны привели практически к уничтожению охранной системы национального парка, что дало свободу браконьерам. В последние годы на местных рынках всё чаще стало появляться мясо горилл на продажу. Эти и другие обстоятельства привели к тому, что в 1997 году данная природоохранная зона была включена в список объектов Всемирного наследия, находящихся под угрозой уничтожения.